# Tigre (Martí i Alsina)
Tigre és una pintura feta per Ramon Martí i Alsina entre 1880 i 1890 i conservada al Museu de Montserrat, amb el número de registre 200314 d'ençà que va ingressar el 1948, com una donació de Josep Gassó i Vidal. Ell l'havia adquirit el 1927 a la barcelonina Sala Parés. El quadre està signat R. Martí y Alsina,a l'angle inferior dret.

## Història
Martí Alsina va fer aquesta obra mentre un circ era a la ciutat de Barcelona. Junoy va escriure d'ell:
| «                                                | «Durante los días que actuó en nuestra ciudad uno de aquellos grandes circos ambulantes –que llevan con ellos toda la poesía y toda la gracia melancólica del mundo– Martí y Alsina no se movía nunca de aquellas tiendas y "roulottes" haciendo una infinidad de croquis y dibujos de los animales, de las fieras principalmente, de aquella errante "ménagerie". Hemos podido ver algunos de estos croquis o estudios dibujados del natural, comparables con los mejores estudios animalistas de los artistas más reputados y especializados» | » |
| — Josep Maria Junoy (original en castellà), 1941 | |   |

Alguns d'aquests dibuixos mencionats es conserven al gabinet de dibuixos i gravats del Museu Nacional d'Art de Catalunya Martí Alsina va fer una altra obra similar, titulada Lleona en repòs, que va pertànyer a la col·lecció Font i Sangrà

## Descripció
L'obra mostra la figura d'un tigre de cos sencer, reposant sobre un paisatge típic d'una estepa, amb un riu de fons. El tigre descansa amb el cap girat cap a la dreta.

## Exposicions
- 1941 - Palau de la Virreina (Barcelona): Ramón Martí y Alsina, Amics dels Museus.[5]